# Simartugan
Simartugan is een bestuurslaag in het regentschap Dairi van de provincie Noord-Sumatra, Indonesië. Simartugan telt 1585 inwoners (volkstelling 2010).